# Elbridge Durbrow
Elbridge Durbrow (21 tháng 9 năm 1903 – 16 Tháng 5 năm 1997) là sĩ quan Cục Ngoại giao Mỹ và nhà ngoại giao người từng là Tham tán Đại sứ quán và Phó Đại sứ tại Moskva vào cuối những năm 1940 và sau đó là Đại sứ Mỹ tại Việt Nam Cộng hòa từ tháng 3 năm 1957 đến tháng 4 năm 1961.

## Tiểu sử
Durbrow sinh ra tại San Francisco, California. Durbrow tốt nghiệp Đại học Yale năm 1926 với bằng cử nhân triết học. Sau đó, ông tiếp tục việc học tại Đại học Stanford, Đại học Dijon, Pháp; Viện Luật quốc tế Haag tại Hà Lan, École Libre des Sciences Politiques ở Paris và cuối cùng của Đại học Chicago, nơi ông nghiên cứu kinh tế và tài chính quốc tế.

## Công việc ở Cục nước ngoài
Durbrow đã bắt đầu sự nghiệp của mình trong ngành ngoại giao Hoa Kỳ với chức vụ Phó lãnh sự tại Đại sứ quán Mỹ tại Warsaw, Ba Lan. Ông đã được thăng chức trong Cục này trong những thập kỷ tiếp theo trong khi phục vụ tại các đại sứ quán ở Bucharest, Napoli, Roma, Lisbon và Moscow. Năm 1941, Durbrow đã trở thành phụ tá chính của Đông phân chia các vấn đề châu Âu của Bộ Ngoại giao.
Năm 1944, Durbrow đã được bổ nhiệm làm trưởng bộ phận Đông Âu của Bộ Ngoại giao Hoa Kỳ tại Washington, DC. Năm đó, ông cũng là một trong những đại biểu của Mỹ tại Hội nghị tiền tệ và tài chính của Liên Hợp Quốc, hội nghị này đã thiết lập Ngân hàng Quốc tế Tái thiết và Phát triển, Hiệp định chung về Thuế quan và Thương mại (GATT), Quỹ Tiền tệ Quốc tế (IMF) và các hệ thống Bretton Woods quản lý tiền tệ. Sau Thế chiến II, Durbrow đã lên tiếng phản đối việc công nhận ngoại giao của chính phủ mới được thành lập ở Hungary, Romania và Bulgaria vì nguồn gốc cộng sản của các chính phủ này. Năm 1946, ông rời vị trí này để kế nhiệm George F. Kennan là Tham tán của Đại sứ quán và Phó Đại sứ tại Moscow, dưới đại sứ Mỹ tại Liên Xô và Giám đốc Cơ quan Tình báo Trung ương trong tương lai, Walter Bedell Smith. Trong vai trò này, ông cảnh báo Smith và những người khác của chủ nghĩa bành trướng của Liên Xô và những nỗ lực phá vỡ thế giới phương Tây. Từ năm 1948 đến 1950, ông làm cố vấn cho chiến trường Cao đẳng Quốc gia ở Washington, DC, và sau đó đã dành hai tiếp theo năm làm giám đốc phòng nhân sự của Cục ngoại giao. Năm 1952, ông được phái đến Ý, nơi ông từng là Phó giám đốc của nhiệm vụ Đại sứ Mỹ tại Italy, Clare Boothe Luce. Hai năm sau, ông được thăng hàm ngoại giao của Công sứ chuyên nghiệp.
Ngày 14 tháng ba 1957, Tổng thống Dwight D. Eisenhower bổ nhiệm Durbrow làm Đại sứ Mỹ tại Việt Nam Cộng hòa. Vào thời điểm đó, Mỹ đã có hiện diện chính trị nhỏ ở Việt Nam do mục tiêu của chính phủ trong việc ngăn chặn cộng sản từ khi tiếp quản khu vực. Durbrow đã có một thời gian khó khăn trong vai trò đại sứ của mình.
Trước cuộc đảo chính Việt Nam Cộng hòa 1960, Vương Văn Đông đã cố gắng gọi điện cho Elbridge Durbrow để gây áp lực lên Ngô Đình Diệm. Tuy nhiên, Durbrow dù chỉ trích Diệm vẫn giữ lập trường của chính phủ Mỹ ủng hộ Diệm, cho rằng "chúng tôi ủng hộ chính phủ này cho đến khi nó thất bại".